# Mesolia elongata
Mesolia elongata là một loài bướm đêm trong họ Crambidae.